# Joan Tardà
Joan Tardà i Coma (Cornellá de Llobregat, 26 de septiembre de 1953) es un político y profesor español. De 2004 a 2019 fue diputado en el Congreso de Esquerra Republicana de Catalunya (ERC) por Barcelona.

## Biografía
Licenciado en Filosofía y Letras, es profesor de secundaria e imparte Lengua y Literatura catalanas.
Comienza militando en Bandera Roja en 1974. En diciembre de ese mismo año entra en el Partido Socialista Unificado de Cataluña (PSUC), al integrarse una parte de los miembros del primer partido en el segundo. Se marcha en 1976, al aceptar el PSUC la monarquía junto al PCE; aun así, la ruptura no es completa y en las primeras elecciones municipales democráticas va en las listas del PSUC como independiente por Cornellá de Llobregat, saliendo elegido concejal. Será concejal de Cultura hasta 1981, cuando un conflicto interno hace que sea expulsado del equipo de gobierno junto con todos los no eurocomunistas. Permanecerá el resto de legislatura como concejal sin cartera. Posteriormente se afilia a Nacionalistas de izquierda (NE) y ayuda a crear los Comitès de Solidaritat amb els Patriotes Catalans. En 1992 se afilia a ERC, donde fue su líder en Cornellá de Llobregat de 1996 a 1999.
En 1999 es elegido el primer concejal de ERC en su localidad desde la Segunda República Española, y en 2003 es reelegido en el cargo. Renuncia en septiembre de 2004 para dedicarse por completo a su escaño en el Congreso de los Diputados, ya que es elegido en marzo de ese año en las listas de ERC por Barcelona. En las elecciones de 2008 y 2011 revalidará cargo. Fue portavoz del grupo de ERC-RI-CATSÍ en el Congreso de los Diputados.
Ha destacado en su tarea parlamentaria por sus intervenciones en catalán, lo que le enfrentó a menudo con el por aquel entonces presidente del Congreso, Manuel Marín González, al vulnerar el reglamento de la cámara, y por las propuestas sobre la Ley de Memoria Histórica. En enero de 2008, tuvo un sonado debate parlamentario con el entonces portavoz del PP en el Congreso, Eduardo Zaplana, a cuenta de la figura política de Manuel Fraga. En diciembre de 2008 protagonizó una polémica durante el Día de la Constitución al gritar en un acto de las Joventuts d'Esquerra Republicana de Catalunya (JERC) «mort al Borbó», es decir, «muerte al Borbón», alegando que era un grito popular de 1714 durante la Guerra de Sucesión Española. También hizo polémica sus declaraciones en el Congreso en abril de 2009, cuando criticó que el rey no había aprendido ni gallego, ni catalán ni euskera en sus 30 años de reinado, "y no será que no ha tenido tiempo", afirmó. Otra lengua minoritaria de España, en este caso el asturiano, provocó un encendido debate en las redes sociales al recriminarle un activista lingüístico de Asturias su voto en contra a la enmienda presupuestaria de Foro Asturias (FAC), que proponía un presupuesto estatal de 143 000 euros para la Academia de la Llingua Asturiana, Tardà justificó su decisión aduciendo a un "error procedimental" y posteriormente publicó una carta en la que criticó que se cuestionara la defensa de ERC de las lenguas minoritarias y denunció insultos y amenazas. En enero de 2018 consideró que ningún nombre era "imprescindible" para conformar una investidura, lo que generó controversia y división en la política de bloques.
En 2019 anunció que no repetiría como cabeza de lista de ERC en las elecciones generales del 28 de abril, aunque continúa en política.

## Obras
- Republicans i catalanistes al Baix Llobregat a principi del segle XX : modernització dels comportaments polítics i socials, 1900-1923 (1991)
- Proceso hacia la independencia: 10 años de reflexiones sobre la relación Cataluña-España. El Siglo. 2017. ISBN 9788461797639.